# ブライアント・ベイカー
ブライアント・ベイカー（Percy Bryant Baker、1881年7月8日 – 1970年3月29日）は、イギリス生まれで、後にアメリカ合衆国に帰化した彫刻家である。イギリスでは国王、エドワード7世の胸像などを制作した。

## 略歴
ロンドンで、祖父の代から続く彫刻家の家に生まれた 。弟のロバート・P・ベイカー(Robert P. Baker: 1886-1940)も彫刻家になった。父親の助手となり、ロンドンのビバリー聖堂(Beverley Minster)やヴィクトリア&アルバート博物館の装飾彫刻を制作した 。ロンドンの美術学校(City and Guilds of London Art School)で学んだ後、ロイヤル・アカデミー・オブ・アーツの美術学校で学び、1910年にアカデミーの美術学校を卒業した。
1910年にイギリス王妃アレクサンドラ・オブ・デンマークに作品を気に入られて、王妃から注文を受けて、国王、エドワード7世の胸像を制作し、孫で後にデンマーク王になる9歳のオーラヴ5世の胸像も制作した。
1916年にアメリカ合衆国に移住し、第一次世界大戦が始まると、アメリカ陸軍に入隊し、陸軍病院で傷病兵のために義肢やフェース・マスクを制作する仕事をした。1923年にアメリカの市民権を得た。
1928年に石油で財をなしたオクラホマ州のE・W・マーランダがスポンサーになった、アメリカ西部の女性を記念するモニュメント制作のコンペティションで選ばれ、オクラホマのポンカ・シティに1930年に高さ8.2 mの重量5.4tの彫像「Pioneer Woman」を完成させ、これがベイカーの最も有名な作品になった 。1957年にナショナル・アカデミー・オブ・デザインの準会員に選ばれ、1959年に正会員に選ばれた。
生涯独身で、ニューヨークで亡くなった。

## 作品

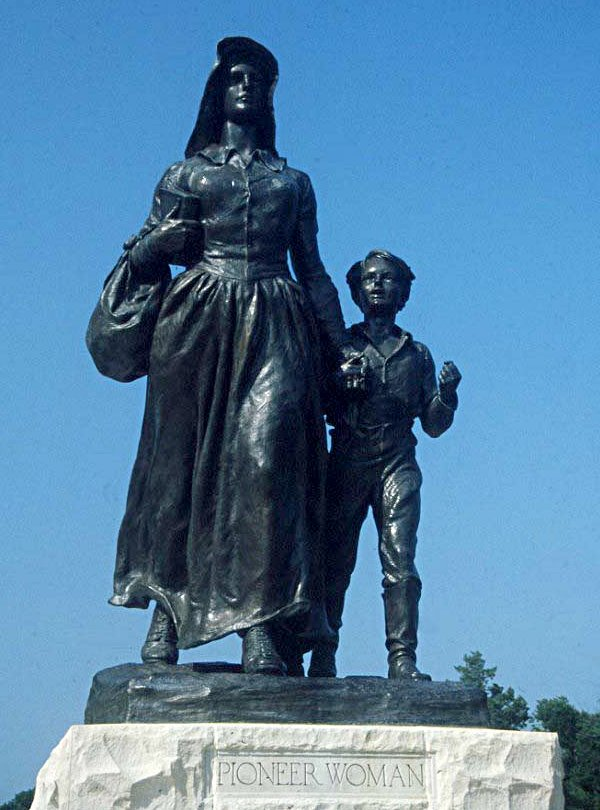
「Pioneer Woman」、ポンカ・シティ
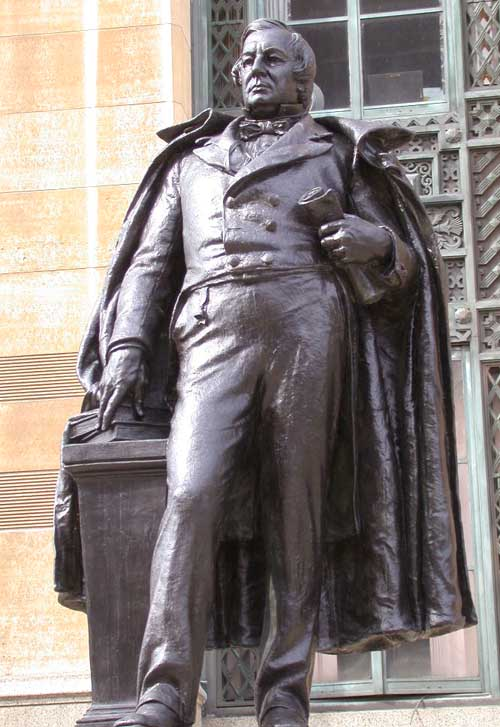
ミラード・フィルモア（大統領）、バッファロー (ニューヨーク州)
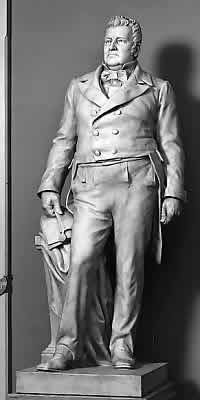
ジョン・ミドルトン・クレイトン (国務長官)、国立彫像ホール・コレクション
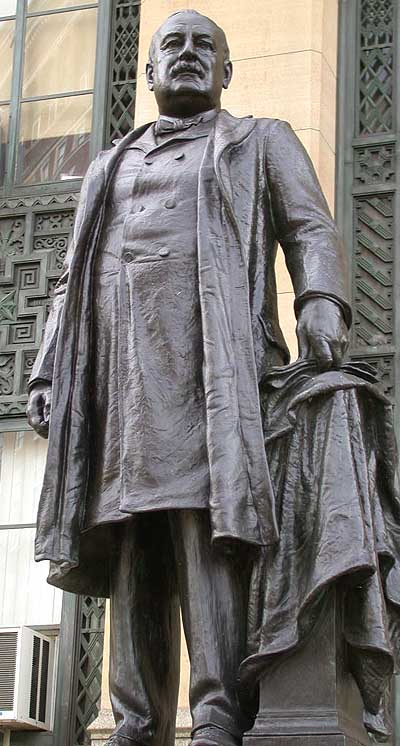
グロバー・クリーブランド（大統領）、バッファロー市庁舎